# プリンス・オブ・エジプト
『プリンス・オブ・エジプト』（The Prince of Egypt）は、1998年にドリームワークス・アニメーションが製作し、ドリームワークスが公開したアメリカのミュージカルアニメーション映画である。本作は1997年にアンブリメーションが正式に閉鎖された後、DWAグレンデールで完全自社制作された最初の作品となる。ドリームワークス初の伝統的な長編アニメーション映画で、『出エジプト記』を映画化したもの。エジプトの王子だったモーセが、ユダヤ人をエジプトから導き出すという究極の運命をたどるまでの生涯を描いている。
ジェフリー・カッツェンバーグは、ウォルト・ディズニー・カンパニーに在籍中、1956年の映画『十戒』のアニメ化をたびたび提案しており、1994年にドリームワークスを共同設立した後、そのアイデアを実現させることにした。この最初のプロジェクトのために、ドリームワークスはウォルト・ディズニー・フィーチャー・アニメーションやアンブリメーションで活躍したアーティストを採用し、34カ国から総勢350人のスタッフが集まった。この映画は、Toon Boom Animationとシリコングラフィックスのソフトウェアを使用して作成された、伝統的なアニメーションとCGを融合させた映像となっている。
1998年12月18日に劇場公開され、1999年9月14日にホームビデオで発売された。レビューも概ね好評で、特に映像や歌、声優の演技が高く評価された。全世界で2億1800万ドルの劇場興行収入を上げ、当時ディズニー以外のアニメーション作品では最も成功した作品となった。この映画の成功により、直輸入の前日譚とスピンオフ作品『ヨセフ物語 〜夢の力〜』、そして舞台化され、2020年にロンドンのウエストエンドで開幕したミュージカルにつながった。「ホエン・ユー・ビリーヴ」は、ホイットニー・ヒューストンやマライア・キャリーが歌うポップ・バージョンで商業的に成功したシングルとなり、第71回アカデミー賞でアカデミー歌曲賞を受賞し、ディズニーとピクサー作品以外のアニメ映画で初めて単独で、また、『シュレック』『ウォレスとグルミット 野菜畑で大ピンチ!』に続いて、アカデミー賞に2部門でノミネート、受賞した最初のドリームワークス・アニメーション作品になった。

## 概要
旧約聖書の『出エジプト記』に記されているイスラエル人のエジプト脱出を描いたアニメーション映画。スティーヴン・スピルバーグが率いるドリームワークスが設立以来暖め続けていたプロットを元に、4年の歳月をかけて作成された。真の自由を求めて「約束の地」を目指すモーセを主人公に、義理の兄ラメセスとの葛藤を描いた大河ヒューマンドラマ。
クレジットに名前は載っていないが、スピルバーグも企画に参加している作品である。
ドリームワークス2作目の長編アニメーション作品であり、興行収入2億ドルを越えるヒットを記録。第71回アカデミー賞では作曲賞(ミュージカル・コメディ部門)・歌曲賞にノミネートされ、歌曲賞をマライア・キャリー&ホイットニー・ヒューストンの「ホエン・ユー・ビリーヴ」（スティーヴン・シュワルツ作詞・作曲）が受賞した。批評家からも高い支持を得ており、『シカゴ・サンタイムズ』のロジャー・イーバートは「伝統的な手法にコンピュータによる技術を融合した、史上最も美しいアニメーション映画の一つである」と述べている。
サウンドトラックに提供されたボーイズIIメンの“I WILL GET THERE”は2000年に日本のJ-FRIENDSにカバーされた。

## あらすじ
はるか昔のエジプトでのこと。ナイル川のほとりにすみついたイスラエル人は、エジプト王（ファラオ）の奴隷とされ虐げられ、巨大帝国の建設に従事させられていた。しかし、奴隷であるイスラエル人の増加と反乱を恐れたファラオは「生まれてきた男子全てを殺すように」との命令を下す。そんな時代に生まれた一人の男子。母親はその子を死なせまいとして、パピルスの籠に入れてナイル川に託す。涙ながらに別れを告げる母親の子守唄を聞きながら、籠に揺られナイル川を下り、エジプト王妃に拾われ、モーセと名付けられて育てられる。
幾年かの時が過ぎ、エジプトの王子として逞しく成長したモーセであったが、自分を弟と呼ぶイスラエル人の女ミリアムと邂逅、遠き日の記憶が錯綜し混乱する。そんなある日、イスラエル人の老人がエジプト人に鞭打たれている現場を目撃し、静止しようとしたが誤ってエジプト人を殺害してしまう。その事件をきっかけに、罪を庇おうとする兄ラメセスを振り切り、砂漠へと飛び出していく。
砂漠をさまよったモーセは、遊牧民ミディアン人の集落にたどり着く。そしてそこに身を寄せる間に首長エトロに気に入られ、彼の娘ツィッポラと結婚する。羊飼いとして新たな生活を送るモーセだったが、ある日迷った羊を追ううちにホレブ山の奥深くに迷い込んでしまう。彼がそこで見たものは、神秘的に燃え盛りつつも燃え尽きない茨の茂みであった。そこで彼はイスラエル人の神と出会い、使命を与えられて再びエジプトへ赴くことになる。苦境に喘ぐイスラエル人を、ファラオとなった兄ラメセスより救い出し、指導者となってエジプトより連れ出すという使命を帯びて。

## キャスト
| 登場人物       | 登場人物       | 声優                                                                                          | 声優         |
| 登場人物       | 登場人物       | 原語版                                                                                        | 日本語吹替版 |
| -------------- | -------------- | --------------------------------------------------------------------------------------------- | ------------ |
| モーセ         | 詞             | ヴァル・キルマー                                                                              | 寺脇康文     |
| モーセ         | 歌             | アミック・バイラム                                                                            | 森田浩貴     |
| ラメセス       | 詞             | レイフ・ファインズ                                                                            | 椎名桔平     |
| ラメセス       | 歌             | レイフ・ファインズ                                                                            | 水野賢司     |
| ツィッポラ     | 詞             | ミシェル・ファイファー                                                                        | 天海祐希     |
| ツィッポラ     | 歌             | ミシェル・ファイファー                                                                        | しらいみちよ |
| ミリアム       | 詞             | サンドラ・ブロック                                                                            | 吉岡小鼓音   |
| ミリアム       | 歌             | サリー・ドワーズキー                                                                          | 新里久良良   |
| ミリアム       | 歌（幼少期）   | エデン・リーゲル                                                                              | 清水彩花     |
| アロン         | アロン         | ジェフ・ゴールドブラム                                                                        | 田中健       |
| エトロ         | 詞             | ダニー・グローヴァー                                                                          | 佐山陽規     |
| エトロ         | 歌             | ブライアン・ストークス・ミッチェル                                                            | 佐山陽規     |
| セティ         | セティ         | パトリック・スチュワート                                                                      | 小野武彦     |
| エジプト女王   | 詞             | ヘレン・ミレン                                                                                | 白川由美     |
| エジプト女王   | 歌             | リンダ・ディー・シェイン                                                                      | 白川由美     |
| ホテップ       | ホテップ       | スティーヴ・マーティン                                                                        | 富田伊知郎   |
| ホイ           | ホイ           | マーティン・ショート                                                                          | 梅津秀行     |
| ヨケベテ       | ヨケベテ       | オフラ・ハザ                                                                                  |              |
| ラメセスの息子 | ラメセスの息子 | ボビー・モータウン                                                                            |              |
| ヘブライ人女性 | ヘブライ人女性 | アン・ロックハート                                                                            |              |
| 追加音声       | 追加音声       | ジェームズ・アヴェリー アリア・カーゾン ステファニー・ソーヤー フランチェスカ・マリー・スミス |              |

ブレンダ・チャップマン監督は、モーゼに子守唄を歌うミリアムの声を短く担当した。ボーカルはスクラッチ・オーディオ・トラック用に録音されたもので、後にサリー・ドウォースキーが交代する予定だった。とても良い出来栄えだったため、そのままフィルムに残ることになった。

## 製作
ディズニーの元会長ジェフリー・カッツェンバーグは、『十戒』のアニメ化をずっと望んでいた。カッツェンバーグは、ウォルト・ディズニー・カンパニーに在籍中、このアイデアをマイケル・アイズナーに提案したが、断られた。このアイデアは、1994年のドリームワークスピクチャーズ設立時に、カッツェンバーグのパートナーであるアンブリン・エンターテインメントの創業者スティーブン・スピルバーグと音楽プロデューサー、デヴィッド・ゲフィンがスピルバーグのリビングルームでミーティングをしていたときに持ち上がったもの。カッツェンバーグは、会議中にスピルバーグが自分を見て、「君は十戒をやるべきだ」と言ったと回想している。
本作は、物語のプロセスを通じて「書かれた」。ストーリー・スーパーバイザーのケリー・アズベリーとローナ・クックは、14人のストーリーボード・アーティストとライターのチームを率いて、映画の全貌をシークエンスごとにスケッチしていった。絵コンテが承認されると、編集者のニック・フレッチャーがデジタル編集システム「Avid Media Composer」に入れ、「ストーリーリール」（アニマティック）を作成した。ストーリーリールは、制作開始前に映画全体を連続した状態で見て編集することができ、またレイアウトやアニメーション部門が映画の各シークエンスで何が起こっているのかを理解するのに役立った。声優のキャスティングが終わると、セリフの収録が始まった。映画では、3人の監督のうち1人の指導のもと、俳優が個別にスタジオで録音を行う。ボイストラックは、アニメーターが演技を組み立てる際の主役となるものだった。ドリームワークスは神学的な正確さを重視していたため、ジェフリー・カッツェンバーグは聖書学者、キリスト教、ユダヤ教、イスラム教の神学者、アラブ系アメリカ人のリーダーを呼び、映画がより正確に、原作に忠実になるようサポートすることに決めた。製作中の映画を試写した後、これらの指導者たちは皆、スタジオの幹部が自分たちのアイデアに耳を傾け、応えてくれたと述べ、外部からのコメントを求めたスタジオを賞賛した。

### アニメーションとデザイン
アートディレクターのキャシー・アルティエリとリチャード・チャベス、プロダクションデザイナーのダレク・ゴゴルは、9人の映像開発アーティストチームを率いて、古代エジプトの時代、スケール、建築様式を代表する映像スタイルを設定した。また、様々なアーティストの作品調査や収集、制作開始前の2週間のエジプト縦断などの旅にも参加した。
キャラクターデザイナーのカーター・グッドリッチ、カルロス・グランジェ、ニコ・マレは、キャラクターのデザインと全体のルックの設定に取り組んだ。広く知られているキャラクターからさまざまなインスピレーションを得て、キャラクターデザイナーチームは、それまでの一般的なアニメキャラクターよりもリアルな感じのデザインに取り組んだ。キャラクターデザインとアートディレクションの両面で、エジプト人のシンメトリーで角張った表情と、ヘブライ人やその周辺の有機的で自然な表情を明確に区別することに成功した。背景部門は、スーパーバイザーのポール・ラセインとロン・ルーカスを筆頭に、レイアウトからセットや背景を描くアーティストチームを監督していた。映画では約934枚の手描きの背景が作成された。34カ国から集まった350人のアーティストを含む本作のアニメーションチームは、主にウォルト・ディズニー・カンパニーにいたカッツェンバーグの援助下にあったウォルト・ディズニー・フィーチャー・アニメーションと、スティーブン・スピルバーグのアンブリン・エンターテイメントの消滅した部門であるアンブリメーションから採用されていた。例えば、クリストフ・セランドは、「年長のモーセ」のスーパーバイジングアニメーターとして、キャラクターの演技スタイルを決め、シーンをチームに割り振るなど、ディズニーと同様、キャラクターごとにチームを編成していた。また、古代エジプト人、ヘブライ人、ヌビア人の民族性を正しく表現することに配慮した。
映画の中には1,192のシーンがあり、1,180のシーンには特撮部門の仕事が含まれている。特撮とは、アニメーションのシーンでキャラクター以外のものが吹く風、塵、雨水、影などをすべてアニメーション化することである。エジプトの10の災いや紅海の決壊の場面では、従来のアニメーションとCGを融合させた表現が用いられている。キャラクターのアニメーションはCambridge Animation Systems（現在はToon Boom Animationと合併）のデジタルペイントソフト「Animo」で、2Dと3Dの合成はシリコングラフィックス社がエイリアス社のために開発したデジタルソリューション「Exposure Tool」で行っている。追加の最終ラインアニメーションは、バーデル・エンタテインメント、フォックス・アニメーション・スタジオ、ハート・オブ・テキサス・プロダクションに委託した。

### 神の声の創造
神の声をつくるのは、ロン・ベンダーをはじめ、本作の音楽を担当するハンス・ジマーとのチームである。「その声を、今までにないものに進化させることが課題でした」「過去のハリウッド映画やラジオ番組で使用された声を調べ、キャスティングだけでなく、声の加工という観点からも、これまでにないものを作ろうとした。その解決策として、俳優のヴァル・キルマーの声を使うことで、これまでの映画で神が持つ大げさな声とは対照的に、私たちが日常的に頭の中で聞いているような声を提案することができた。」とベンダーは言う。

## 音楽
作曲家・作詞家のスティーブン・シュワルツは、制作当初から本作のための曲作りに取り組んでいた。ストーリーが進むにつれて、楽しませながらストーリーを進めるための曲を作り続けた。作曲家のハンス・ジマーは、楽曲のアレンジとプロデュースを担当し、最終的に映画のスコアを書き下ろした。この映画のスコアは、すべてロンドンで録音された。
サウンドトラックアルバムは、それぞれ異なるターゲットに向けて3枚同時に発売された。カントリー・ミュージック調の「ナッシュビル」、ゴスペル調の「インスピレーショナル」の2枚は、映画のオマージュとして発売されたが、「プリンス・オブ・エジプト」のサウンドトラックは、映画で使用された楽曲を収録したものであった。ハンス・ジマー作曲のスコアとスティーブン・シュワルツ作曲の映画音楽の要素を組み合わせたアルバムである。ソールズベリー大聖堂合唱団などプロの歌手が声をあてたり、ミシェル・ファイファーやオフラ・ハザなど映画の声優が歌ったりしていた。K-Ci & JoJo、ボーイズIIメンなど現代のアーティストによる様々な楽曲が追加され、映画ではミシェル・ファイファーとサリー・ドウォースキーが歌った、シュワルツのオリジナル曲をベイビーフェイスがリライトしたマライア・キャリーとホイットニー・ヒューストンのデュエット「ホエン・ユー・ビリーヴ」なども収録された。

## 封切り
本作は、1998年12月16日にカリフォルニア大学ロサンゼルス校のロイス・ホールで初公開され、その2日後に一般公開された。ドリームワークス・アニメーションの第1作目でありながら、劇場公開は2作目となり、『アンツ』は10月に急遽公開されることになった。ドリームワークスの配給責任者ジム・シャープによると、クリスマスという「世界的な休日」の1週間前に公開すれば、世界中の観客が同時に入手できるため、国際公開は米国のそれと同時に行われた。
そのため、アニメを敬遠しがちな大人にも受け入れられるようなマーケティングを行った。商品化もフィギュアや書籍のコレクションにとどまった。ウォルマートはプロモーションパートナーとして、本作のチケット2枚と絵本、映画のサウンドトラックをセットにしたパッケージを店頭で提供した。1998年にDutton Children's Booksから出版された絵本『プリンス・オブ・エジプト クラシック版』は、ジェイン・ヨーレンが執筆し、マイケル・ケルシュが挿絵を手がけたものである。ケルシュは本書のイラストでソサエティ・オブ・イラストレーターズから入選した。

### ホームメディア
本作は、1999年9月14日にDVD、VHS、レーザーディスクで発売されました。本作の所有権は、2004年にドリームワークス・アニメーションがドリームワークス・ピクチャーズから分割した際に引き継がれたが、2018年7月現在、本作の権利はDWAの買収によりユニバーサル・ピクチャーズが所有している。2018年10月16日に映画のブルーレイが発売された。しかし、家庭用メディアで発売される作品はすべて、オリジナルファイルを使用して直接デジタルにエンコードするのではなく、35mmプリントのものを使用していた。

## 評価

### 興行収入
本作は、アメリカとカナダで1億140万ドル、その他の地域で1億1720万ドル、全世界で2億1860万ドルの興行収入を記録した。公開週末には3,118館で1,450万ドル、平均4,658ドルの興行収入を記録し、『ユー・ガット・メール』に次ぐ興行収入第2位を獲得した。ホリデーシーズンのため、2週目の週末は4％増の1510万ドルを獲得し、4位となった。3週目の週末も好調に推移し、3,202館で平均3,511ドル、25％減の1,120万ドルにとどまり、再び4位を獲得する。

### 批判的な反応
レビュー収集サイトのRotten Tomatoesでは、89件のレビューに基づき80%の支持率を獲得し、平均評価は7.10/10となっている。同サイトの批評家のコンセンサスには、「本作の見事な映像と一流の声優陣が、感情移入よりも作り込みに優れているという事実を補って余りある」と書かれている。加重平均を採用しているMetacriticでは、26人の批評家に よる評価で100点満点中64点となり、「概ね好評」であることが示された。
シカゴ・サンタイムズのロジャー・イーバートは、「本作は、これまでに作られたアニメーションの中で最も見栄えのする作品の一つである。エジプトの遺跡、砂漠の風景、戦車レースのスリル、登場人物の個性など、その背後にあるビジョンに人間の芸術家のタッチを感じることができる。これは、アニメーションが子供向けの娯楽というカテゴリーで鎖でつながれるのではなく、より複雑なテーマを受け入れ、成長していることを示す作品である。」と、この作品を絶賛した。タイムのリチャード・コーリスは、「この映画には創造的な高揚感や喜びが欠けている」と否定的な批評をした。ワシントン・ポストのスティーヴン・ハンターは、「この映画の最大の功績は、モーゼのイメージをより身近で信じられるもの、より人間らしく知り得るものに修正したことだ」と賞賛した。
シカゴ・リーダーのリサ・アルスペクターは、この映画を絶賛し、「アニメーション技術の融合は、なぜか控えめに達観を示し、特殊効果は見事と言うほかない」と書いていた。ヒューストン・クロニクルのジェフ・ミラーは、「このハンサムなアニメーションの本作は、ハリウッドの聖書叙事詩とブロードウェイのスーパーミュージカルと日曜学校のいい授業を融合したものだ」と評した。Reelviewsのジェームズ・ベラーディネリは、「本作のアニメーションは本当に一流で、過去10年間にディズニーが制作したどの作品にも容易に匹敵する」と高く評価し、「この素晴らしい成果は、かつて難攻不落だったディズニーのアニメーションにまた一つヒビが入っていることを明らかにした」とも書いている。グローブ・アンド・メールのリーアム・レイシーはやや否定的な批評をし、「本作は壮観だが、真面目すぎる」と書いている。MovieGuideも「本作はアニメーション映画を新しいレベルのエンターテイメントにした」「壮大な芸術、音楽、ストーリー、実現力が一体となり、史上最も面白い傑作のひとつとなった。」と好意的に評価している。
この映画が20周年を迎えたとき、SyFyが本作を回顧し、声優陣、アニメーション、キャラクター、撮影、そして最も重要なのはその音楽であるとし、史上最高のアニメーション映画と称した。
また、『十戒』『ベン・ハー』『パッション』などの作品と並んで、聖書の映画化としては史上最高の作品と評価されている。

### 検閲
モーセを含むイスラム教の預言者を視覚的に描いてはいけないという理由で、モルディブ、マレーシア、エジプトという国教の国で上映禁止になった。インドネシアでも上映禁止になったが、後にビデオCDで発売された。
モルディブ・イスラム最高評議会は「神のすべての預言者と使徒はイスラム教で尊敬されているので、肖像権はない」と述べている。この判決を受け、1999年1月、検閲委員会はこの映画を上映禁止にした。同月、マレーシアの映画検閲委員会は、「同国の大多数のイスラム教徒の気分を害さないように」と、この映画を上映禁止にした。同委員会の秘書は、検閲機関がこの映画を「宗教的・道徳的理由で無神経である」と判断したと述べた。

### 受賞歴
| 賞                                    | カテゴリー                              | 受賞者                                                                                  | 結果       | 脚注   |
| ------------------------------------- | --------------------------------------- | --------------------------------------------------------------------------------------- | ---------- | ------ |
| 第71回アカデミー賞                    | アカデミー作曲賞                        | スティーブン・シュワルツハンス・ジマー                                                  | ノミネート | [ 32 ] |
| 第71回アカデミー賞                    | アカデミー歌曲賞                        | 「ホエン・ユー・ビリーヴ」（作詞・作曲: スティーブン・シュワルツ）                      | 受賞       | [ 32 ] |
| 第27回アニー賞                        | 長編作品賞                              | ペニー・フィンケルマン・コックスサンドラ・ラビンズ                                      | ノミネート | [ 33 ] |
| 第27回アニー賞                        | 長編作品監督賞                          | ブレンダ・チャップマンスティーブ・ヒックナーサイモン・ウェルズ                          | ノミネート | [ 33 ] |
| 第27回アニー賞                        | 長編作品絵コンテ賞                      | ローナ・クック（ストーリー・スーパーバイザー）                                          | ノミネート | [ 33 ] |
| 第27回アニー賞                        | 長編作品視覚効果賞                      | ジェイミー・ロイド（エフェクト・リード - バーニング・ブッシュ／エンジェル・オブ・デス） | ノミネート | [ 33 ] |
| 第27回アニー賞                        | 長編作品声優賞                          | ラルフ・ファインズ（ラメセス 役）                                                       | ノミネート | [ 33 ] |
| 第4回クリティクス・チョイス・アワード | アニメ映画賞                            | ブレンダ・チャップマンスティーブ・ヒックナーサイモン・ウェルズ                          | 受賞       | [ 34 ] |
| 第56回ゴールデングローブ賞            | 作曲賞                                  | スティーブン・シュワルツハンス・ジマー                                                  | ノミネート | [ 35 ] |
| 第56回ゴールデングローブ賞            | 主題歌賞                                | 「ホエン・ユー・ビリーヴ」                                                              | ノミネート | [ 35 ] |
| 第42回グラミー賞                      | 楽曲賞                                  | 「ホエン・ユー・ビリーヴ」（作詞・作曲: スティーブン・シュワルツ）                      | ノミネート | [ 36 ] |
| 第42回グラミー賞                      | サウンドトラック・アルバム賞            | プリンス・オブ・エジプト ミュージック・フロム・ザ・モーション・ピクチャー               | ノミネート | [ 36 ] |
| 第3回ゴールデン・サテライト賞         | アニメーション・ミックスメディア映画賞  |                                                                                         | ノミネート | [ 37 ] |
| 第25回サターン賞                      | サターンアクション/アドベンチャー映画賞 |                                                                                         | ノミネート |        |
| 第25回サターン賞                      | サターン音楽賞                          | ハンス・ジマー                                                                          | ノミネート |        |

### アメリカン・フィルム・インスティチュート認定
本作は、アメリカン・フィルム・インスティチュートにより、以下のリストで評価されている。
- アメリカ映画主題歌ベスト100（2004年）
  - 「ホエン・ユー・ビリーヴ」 - ノミネート

## 前日譚
2000年11月、ドリームワークス・アニメーションは、創世記のヨセフの物語を基にしたダイレクト・トゥ・ビデオの前日譚『ヨセフ物語 〜夢の力〜』を発表した。本作の制作中に始まったこのプロジェクトは、同じアニメーションのスタッフを何人か起用し、スティーブ・ヒックナー監督をエグゼクティブプロデューサーに迎えて行われた。

## ミュージカル
2017年10月14日、カリフォルニア州マウンテンビューのシアターワークスで、舞台ミュージカル化がデビューした。2018年4月6日にデンマークのフレデリシア・ティーターでインターナショナルプレミアが行われた。2020年2月5日にドミニオンシアターでウエストエンドデビューし、2月25日に正式オープン、2020年10月31日まで39週間のエンゲージメントを過ごすことになった。その後、2020年3月17日に新型コロナウイルス感染症の世界的流行により公演が中止となった。2021年7月1日に再オープンし、2022年1月8日まで開催される予定。

## 備考
作中、ホテップとホイがエジプトの神々の名前を言う。日本語版は
「ラーのパワーだムゥト、ヌト、ハヌーン 、パター、メンティス、ネクベット、ソベク、セクメト、ソーカー、セルケット、レシプー、ウァジット、アヌビス、アヌキス、シェシム、メシハット、ヘムスット、テフヌット、ヘケット、マフデット、ラー、ムゥト、ヌト、パター、ヘムスット、テフヌット、ソーカー、セルケット、シェシム、レシプ、ソベク、ウァジト、ヘケット、マフデット、メンティス、ネクベット、ラー」
と聞こえるが、実際は
「ラーのパワーだ（By the power of Ra）...ムゥト（Mut）...ヌト（Nut）...クヌム（Khnum）...プタハ（Ptah）...ネフティス（Nephthys）...ネクベト（Nekhbet）...ソベク（Sobek）...セクメト（Sekhment）...ソーカー（Sokar）...セルケット（Selket）...レシプゥ（Reshpu）...ウァジェト（Wadjet）...アヌビス（Anubis）...アヌキス（Anukis）...シェシムゥ（Seshmu）...メシケント（Meshkent）...ヘムスット（Hemsut）...テフヌト（Tefnut）...ヘケット（Heket）...マフデット（Mafdet）...ラー（Ra）...ムゥト（Mut）...ヌト（Nut）...プタハ（Ptah）...ヘムスット（Hemsut）...テフヌト（Tefnut）...ソーカー（Sokar）...セルケット（Selket）...シェシムゥ（Seshmu）...レシプゥ（Reshpu）...ソベク（Sobek）...ウァジェト（Wadjet）...ヘケット（Heket）...マフデット（Mafdet）...ネフティス（Nephthys）...ネクベト（Nekhbet）...ラー（Ra）...」
である。